# Collège du Mont

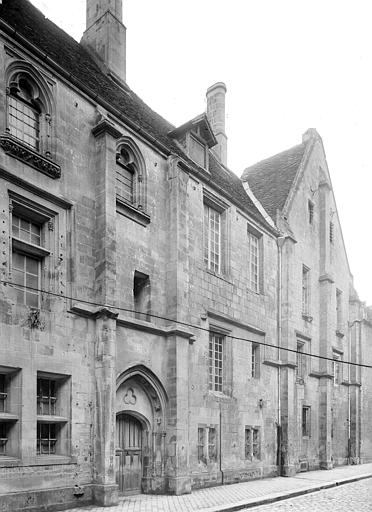
Facciata del palazzo su rue Arcisse de Caumont

Il Collège du Mont è un palazzo di Caen (dipartimento del Calvados nella regione della Bassa Normandia), sede di un collegio dell'Università di Caen Bassa-Normandia istituito come tale nel 1594. Tra il 1609 e il 1762 fu gestito dai gesuiti e rinominato "collège Royal-Bourbon".

## Storia
Nel 1494 i registri dell'Università di Caen menzionano per la prima volta una residenza, appartenente all'abbazia di Mont-Saint-Michel. L'edificio venne saccheggiato dai protestanti nei disordini del 1562 e nel 1579 fu venduto dall'abate Arthur de Cossé-Brissac e l'insegnamento venne sospeso. Nel 1582 fu acquistato dal marchese François d’O, favorito del re Enrico III e all'epoca luogotenente generale della Bassa Normandia, dal quale venne rivenduto ad uno dei segretari del re. La città di Caen riacquistò l'edificio nel 1591 e riaprì l'edificio come collegio dell'Università di Caen nel 1594 con fondi di concessione reale: il collegio prese il nome di Regio Montanus.
Dopo il soggiorno a Caen del re Enrico IV con il proprio confessore, il padre gesuita Pierre Coton, nel 1603, il re decise di fondare un collegio di padri gesuiti per opporsi alla forte presenza di ugonotti, nonostante la contrarietà delle élite cittadine: con lettera patente del re nel 1608 il collegio di Mont venne ceduto ai gesuiti che ne presero possesso nel 1609. Il collegio si ingrandì progressivamente negli anni successivi e offrì insegnamento gratuito di storia, geografia, latino e greco, religione, filosofia, retorica, matematica, fisica e astronomia. Con l'espulsione dei gesuiti dalla Francia nel 1763 il collegio ritornò all'università per decreto del Parlamento normanno.
Nel 1797 vi furono aperti così di fisica sperimentale e di chimica e vi furono installati laboratori scientifici. L'edificio ospitava anche le camere per gli studenti.
Dopo l'installazione del liceo Malherbe presso l'abbazia degli uomini, nel 1804 l'edificio viene utilizzato dagli uffici della prefettura, fino alla costruzione di una nuova sede nel 1854; restano negli edifici gli archivi dipartimentali del Calvados. Nel 1855 vi venne ospitato il Museo della Società degli antiquari della Normandia e i calchi della Società francese di archeologia sono ospitati nell'antica cappella dei gesuiti al primo piano. Altri locali dell'edificio sono occupati da uffici pubblici.
La maggior parte dell'edificio andò distrutta nel 1944, durante la battaglia di Caen dopo lo sbarco in Normandia. L'edificio venne rimesso in sicurezza negli anni 1949-1951 senza essere riaperto al pubblico e le collezioni furono trasferite nel 1963. Il cortile centrale fu ancora demolito per il prolungamento della rue de Bras nella ricostruzione post-bellica.

## Architettura
L'edificio era organizzato intorno a due cortili: l'ala lungo la via Arcisse de Caumont costituiva la parte più antica, costruita nel XV secolo da parte dell'abate dell'abbazia di Mont-Saint-Michel Robert Jollivet, mentre le costruzioni dal lato del cortile delle classi risalivano al 1711.